# William Denison
William Thomas Denison, KCB (3 de mayo de 1804-19 de enero de 1871) fue Teniente Gobernador de Tierra de Van Diemen (actual Tasmania) entre 1847 y 1855, Gobernador de Nueva Gales del Sur entre 1855 y 1861, y Gobernador de Madrás entre 1861 y 1866.

## Biografía
Denison nació en Londres, siendo educado en Eton y en la Real Academia Militar de Sandhurst, entrando una vez acabados sus estudios, en 1826, en el Cuerpo de Ingenieros.
Denison fue nombrado Teniente Gobernador de Tierra de Van Diemen en 1846, ocupando el cargo durante 7 años, hasta 1855. Fue nombrado caballero comendador de la Orden del Baño en 1856 por su labor en Tasmania. En 1854 fue nombrado Gobernador de Nueva Gales del Sur, cargo que ocupó desde 1855 hasta 1860.
En 1861 llegó a la India, donde actuó como Gobernador de Madrás hasta 1866. Durante ese periodo, en 1863 ejerció durante dos meses como Virrey de la India, tras la muerte de Lord Elgin, y hasta la llegada de su sucesor, Sir John Lawrence.
Al término de su mandato, en 1866, volvió a Inglaterra, muriendo en East Sheen, condado de Surrey, en 1871.